# الشترتربنیتس
الشترتربنیتس (به آلمانی: Elstertrebnitz) یک شهر در آلمان است که در Leipzig واقع شده‌است. الشترتربنیتس ۱٬۵۲۲ نفر جمعیت دارد.